# Franziska Rochat-Moser
Franziska Rochat-Moser (Suiza, 17 de agosto de 1966-7 de marzo de 2002) fue una corredora de fondo suiza, ganadora de la maratón de Nueva York en la edición del año 1997, con un tiempo de 2:28:43 segundos. Otras importantes maratones que ha ganado son la de Lausana y Frankfurt en 1993 y 1994 respectivamente.